# Sierra Engarcerán
Sierra Engarcerán là một đô thị trong tỉnh Castellón, Cộng đồng Valencia, Tây Ban Nha. Đô thị Sierra Engarcerán có diện tích 82 km², dân số theo điều tra năm 2010 của Viện thống kê quốc gia Tây Ban Nha là 1032 người. Đô thị Sierra Engarcerán nằm ở khu vực có độ cao 748 mét trên mực nước biển.